# The Boys (franczyza)
The Boys – amerykańska franczyza, składająca się z superbohaterskich seriali telewizyjnych, które opowiadają historię świata, w którym superbohaterowie, nazywani "supkami", pracują dla potężnej organizacji "Vought International". Uniwersum to oparte jest na komiksach o tym samym tytule stworzonym przez Gartha Ennisa i Daricka Robertona, pierwotnie opublikowany przez DC Comics pod wydawnictwem Wildstorm, zanim przenieśli się do Dynamite Entertainment, telewizyjny debiut franczyzowy odniósł sukces zarówno finansowy, jak i krytyczny.
Pierwszy sezon The Boys wyprodukowany przez Erica Kripke i producentów wykonawczych - Seth Rogen i Evan Goldberg miał swoją premierę 26 lipca 2019 roku. Drugi sezon był emitowany od września do października 2020 roku, trzeci od czerwca do lipca 2022 roku, wraz z animowanym spin-offem Chłopaki przedstawiają: Czyste zło mającym premierę w marcu 2022 i podcastem The Boys: Deeper and Deeper, który miał premierę w czerwcu 2022 roku, czwarty sezon zadebiutował 13 czerwca 2024, a finał miał premierę 18 lipca 2024. Seriale te zostały zostały wydane przez Amazon Prime Video, podczas gdy serial internetowy – VNN: Seven on 7 i odcinki promocyjne Death Battle! były wydawane poprzez Youtube od 2020 do 2022 roku.
Kontynuacją uniwersum jest spin-off Pokolenie V, który opowiada historię młodych superbohaterów uczęszczających do Uniwersytetu Godolkin. Serial ten dzieje się równolegle do czwartego sezonu The Boys, który premierę miał w czerwcu 2024 roku.

## Seriale telewizyjne
Uniwersum The Boys tworzą trzy seriale: The Boys, Chłopaki Przedstawiają: Czyste zło oraz Pokolenie V. Wszystkie te serie mają łącznie 48 odcinków i 6 sezonów.
| Seria                              | Sezon | Sezon | Odcinki     | Premiera         | Finał               | Showrunnerzy                                            | Status          |
| ---------------------------------- | ----- | ----- | ----------- | ---------------- | ------------------- | ------------------------------------------------------- | --------------- |
| The Boys                           |       | 1     | 8           | 26 lipca 2019    | 26 lipca 2019       | Eric Kripke                                             | Wydany          |
| The Boys                           |       | 2     | 8           | 4 września 2020  | 9 października 2020 | Eric Kripke                                             | Wydany          |
| The Boys                           |       | 3     | 8           | 3 czerwca 2022   | 8 lipca 2022        | Eric Kripke                                             | Wydany          |
| The Boys                           |       | 4     | 8           | 13 czerwca 2024  | 18 lipca 2024       | Eric Kripke                                             | Wydany          |
| The Boys                           |       | 5     | BRAK DANYCH | 2026             | BRAK DANYCH         | Eric Kripke                                             | W trakcie zdjęć |
| Chłopaki przedstawiają: Czyste zło |       | 1     | 8           | 4 marca 2022     | 4 marca 2022        | Eric Kripke, Simon Racioppa, Seth Rogen i Evan Goldberg | Zakończony      |
| Pokolenie V                        |       | 1     | 8           | 29 września 2023 | 3 listopada 2023    | Michele Fazekas i Tara Butters                          | Wydany          |
| Pokolenie V                        |       | 2     | BRAK DANYCH | 2025             | BRAK DANYCH         | Michele Fazekas i Tara Butters                          | Postprodukcja   |
| The Boys: Meksyk                   |       | 1     | BRAK DANYCH | BRAK DANYCH      | BRAK DANYCH         | Gareth Dunnet-Alcocer, Diego Luna i Gael Garcia Bernal  | Przedprodukcja  |
| Vought: Rising                     |       | 1     | BRAK DANYCH | BRAK DANYCH      | BRAK DANYCH         | Eric Kripke                                             | Przedprodukcja  |

### The Boys(2019–obecnie)
Serial opowiada historię o tytułowej grupie, którzy walczą z superbohaterami, nadużywającymi supermocy. Na początku serialu Hughie Campbell zostaje zrekrutowany przez Billy Butchera, po tym jak jego dziewczyna Robin, została przypadkowo zabita przez A-Traina. A tymczasem Annie January dołącza do Siódemki, czyli siedmioosobowej grupie superbohaterów. Młoda i pełna nadziei bohaterka musi stawić czoła prawdzie o tych, których podziwia najbardziej.
Pomysł adaptacji Chłopaków powstał, gdy Columbia Pictures zdecydowało się na adaptację filmową powstającego wówczas komiksu w lutym 2008 roku, którego producentem miał być Neal H. Moritz. Phil Hay oraz Matt Manfredi mieli napisać scenariusz. W sierpniu 2010, Adam McKay, powiedział, że to on zostanie reżyserem filmu. Dodał też, że scenariusz był już gotowy, a zdjęcia mieli rozpocząć w styczniu. W lutym 2012 roku Columbia Pictures poinformowała, że zrezygnowali z filmowej adaptacji Chłopaków. Jednak według McKaya powiedział w odpowiedzi na Twitterze, że filmem zainteresowało się Paramount Pictures i że nadal trwają nad nim prace. 30 kwietnia 2013, Manfredi i Hay zostali zrekrutowani przez Paramount do napisania filmu, ale film nie został utworzony przez problemy.
W październiku 2015 Cinemax dostało zielone światło do serialowej adaptacji Chłopaków, a Seth Rogen, Evan Goldberg oraz Eric Kripke zajęli się tworzeniem serialu. We wrześniu 2017 Variety ogłosiło, że serial został przejęty przez Amazon Studios. Pierwszy sezon miał premierę 26 lipca 2019 roku, następny 4 września 2020, trzeci 3 czerwca 2022 roku, a czwarty sezon 13 czerwca 2024 roku. Piąty sezon The Boys jest w rozwoju i pojawić się ma w 2026 roku.

### Czyste zło(2022)
W grudniu 2021 na brazylisjkim Comic-Conie, Amazon Prime Video ogłosiło, że Chłopaki przedstawiają: Czyste zło, czyli animowana antologia dostanie 8 odcinków. 18 stycznia 2022, zostało ogłoszone, że premiera odbędzie się 4 marca 2022 roku.

### Pokolenie V(2023–obecnie)
Trzeci serial z uniwersum The Boys opowiada historię młodych superbohaterów, którzy chodzą do Uniwersytetu Godolkin.  
24 września 2020 roku zostało ogłoszone, że rozwój spin-offu skupiającego się na uczelni superbohaterów został przyspieszony po sukcesie drugiego sezonu The Boys w rankingach. Opisany jako „częściowo program uniwersytecki, częściowo Igrzyska Śmierci”. Akcja spin-offu rozgrywa się „w jedynej amerykańskiej uczelni przeznaczonej wyłącznie dla młodych dorosłych superbohaterów (i prowadzonej przez Vought International)” i jest opisywana jako „lekceważący serial z oceną R, który bada życie hormonalnych, rywalizujących ze sobą superbohaterów, którzy wystawiają na próbę swoje fizyczne, seksualne i moralne granice, rywalizując o najlepsze kontrakty w najlepszych miastach”. 2 października 2020, Kripke ogłosił, że serial będzie opierać się na drużynie G-Men, o której wspomniano w pierwszym sezonie. 27 września 2021 roku spin-off otrzymał zamówienie na serial od Amazon Studios. 11 maja 2022 rozpoczęły się zdjęcia do serialu na Uniwersytecie w Toronto, a w lipcu 2022 w Claireville Conservation Area w Brampton, a ich zakończenie zaplanowano na październik. W lipcu 2022 zostało ogłoszone, że oficjalna nazwa serialu to Gen V. Polska nazwa serialu to Pokolenie V.
Serial miał premierę 29 września 2023 roku. W październiku 2023, mniej niż miesiąc po premierze, Pokolenie V zostało przedłużone o drugi sezon, który pojawić ma się w 2025 roku.

### The Boys: Meksyk
28 listopada 2023 roku ogłoszono, że w Amazon Prime Video trwają prace nad nowym spin-offem. Serial zatytułowany The Boys: Meksyk zostanie stworzony przez Garetha Dunneta-Alcocera, a producentami będą Diego Luna i Gael Garcia Bernal, którzy również wystąpią w roli głównej.

### Vought Rising
Prequel z udziałem Jensena Acklesa i Ayi Cash. Serial przedstawia tajemnicę morderstwa dotyczącą początków Vought w latach pięćdziesiątych XX wieku, wczesnych wyczynów Soldier Boya i Stormfront.

## Filmy krótkometrażowe
| Tytuł                           | Premiera         | Showrunner  |
| ------------------------------- | ---------------- | ----------- |
| Butcher: A Short Film           | 10 września 2020 | Eric Kripke |
| Mr. Butcher: A Proper Education | 9 września 2022  | Eric Kripke |

### Butcher: A Short Film(2020)
Krótkometrażowy film Butcher, osadzony pomiędzy pierwszym a drugim sezonem The Boys, został opublikowany na Twitterze 10 września 2020 roku z Karlem Urbanem powracającym jako Billy Rzeźnik. Osadzony po 8 odcinku 1 sezonu film śledzi Rzeźnika, gdy wymyka się władzom po tym, jak został wrobiony w morderstwo Madelyn Stillwell i kontaktuje się z Jockiem (w tej roli David S. Lee), jego starym przyjacielem z Royal Marine Commandos.

### Mr Butcher(2022)
Drugi krótkometrażowy film został opublikowany na Twitterze 9 września 2022 roku, z Urbanem powracającym jako Billy Rzeźnik. Dzieje się on po trzecim sezonie The Boys. Film śledzi Rzeźnika podczas wizyty w szkole podstawowej jako gościnny mówca, aby nauczyć dzieci bać się i uważać na superbohaterów, w szczególności Homelandera i jego nową siódemkę, a także tego, co można zrobić, aby z nimi walczyć.

## Obsada i powracający bohaterowie
| Bohaterowie                           | The Boys             | The Boys             | The Boys             | The Boys           | Czyste zło           | Pokolenie V            | Krótkometrażowe   |
| Bohaterowie                           | Sezon 1              | Sezon 2              | Sezon 3              | Sezon 4            | Czyste zło           | Sezon 1                | Krótkometrażowe   |
| Bohaterowie                           | 2019                 | 2020                 | 2022                 | 2024               | 2022                 | 2023                   | 2020–             |
| The Boys/Chłopacy                     | The Boys/Chłopacy    | The Boys/Chłopacy    | The Boys/Chłopacy    | The Boys/Chłopacy  | The Boys/Chłopacy    | The Boys/Chłopacy      | The Boys/Chłopacy |
| ------------------------------------- | -------------------- | -------------------- | -------------------- | ------------------ | -------------------- | ---------------------- | ----------------- |
| William "Billy" Butcher Billy Rzeźnik | Karl Urban           | Karl Urban           | Karl Urban           | Karl Urban         | Jason Isaacs         | Karl Urban             | Karl Urban        |
| Hugh "Hughie" Campbell                | Jack Quaid           | Jack Quaid           | Jack Quaid           | Jack Quaid         | Simon Pegg           |                        |                   |
| Marvin T. Milk Cycuś Glancuś          | Laz Alonso           | Laz Alonso           | Laz Alonso           | Laz Alonso         |                      |                        |                   |
| Frenchie Francuz                      | Tomer Capon          | Tomer Capon          | Tomer Capon          | Tomer Capon        |                      |                        |                   |
| Kimiko Miyashiro Niewiasta            | Karen Fukuhara       | Karen Fukuhara       | Karen Fukuhara       | Karen Fukuhara     |                      |                        |                   |
| Ryan Butcher                          | Parker Corno         | Cameron Crovetti     | Cameron Crovetti     | Cameron Crovetti   |                      |                        |                   |
| Soldier Boy                           |                      |                      | Jensen Ackles        | Jensen Ackles      |                      | Jensen Ackles          |                   |
| The Seven/Siódemka                    |                      |                      |                      |                    |                      |                        |                   |
| The Homelander Ojczyznosław           | Antony Starr         | Antony Starr         | Antony Starr         | Antony Starr       | Antony Starr         | Antony Starr           | Antony Starr      |
| Starlight Gwiezdna                    | Erin Moriarty        | Erin Moriarty        | Erin Moriarty        | Erin Moriarty      |                      |                        |                   |
| Queen Maeve Czuła Królowa             | Dominique McElligott | Dominique McElligott | Dominique McElligott |                    | Dominique McElligott |                        |                   |
| A-Train Pośpieszny                    | Jessie T. Usher      | Jessie T. Usher      | Jessie T. Usher      | Jessie T. Usher    |                      | Jessie T. Usher        |                   |
| The Deep Głęboki                      | Chace Crawford       | Chace Crawford       | Chace Crawford       | Chace Crawford     | Chace Crawford       | Chace Crawford         |                   |
| Black Noir Mroczny Cień               | Nathan Mitchell      | Nathan Mitchell      | Nathan Mitchell      | Nathan Mitchell    | Nathan Mitchell      |                        |                   |
| Stormfront                            |                      | Aya Cash             | Aya Cash             |                    |                      |                        |                   |
| Translucent Przejrzysty               | Alex Hassell         |                      |                      |                    |                      |                        |                   |
| Lamplighter Latarnik                  |                      | Shawn Ashmore        |                      |                    |                      |                        |                   |
| Vought International                  |                      |                      |                      |                    |                      |                        |                   |
| Stanford "Stan" Edgar                 | Giancarlo Esposito   | Giancarlo Esposito   | Giancarlo Esposito   | Giancarlo Esposito | Giancarlo Esposito   |                        |                   |
| Ashley Barrett                        | Colby Minifie        | Colby Minifie        | Colby Minifie        | Colby Minifie      | Colby Minifie        | Colby Minifie          |                   |
| Uniwersytet Godolkin                  |                      |                      |                      |                    |                      |                        |                   |
| Marie Moreau                          |                      |                      |                      |                    |                      | Jaz Sinclair           |                   |
| Andre Anderson                        |                      |                      |                      |                    |                      | Chance Perdomo         |                   |
| Emma Meyer                            |                      |                      |                      |                    |                      | Lizze Broadway         |                   |
| Cate Dunlap                           |                      |                      |                      | Maddie Phillips    |                      | Maddie Phillips        |                   |
| Golden Boy                            |                      |                      |                      |                    |                      | Patrick Schwarzenegger |                   |
| Jordan Li                             |                      |                      |                      | London Thor        |                      | London Thor            |                   |
| Jordan Li                             |                      |                      |                      | Derek Luh          |                      | Derek Luh              |                   |
| Sam Riordan                           |                      |                      |                      |                    |                      | Asa Germann            |                   |
| Indira Shetty                         |                      |                      |                      |                    |                      | Shelley Conn           |                   |
| Polarity                              |                      |                      |                      |                    |                      | Sean Patrick Thomas    |                   |
| Doktor Cardosa                        |                      |                      |                      |                    |                      | Marco Pigossi          |                   |
| Rząd Stanów Zjednoczonych             |                      |                      |                      |                    |                      |                        |                   |
| Robert Singer                         | Jim Beaver           | Jim Beaver           | Jim Beaver           | Jim Beaver         |                      |                        |                   |
| Grace Mallory                         | Laila Robins         | Laila Robins         | Laila Robins         | Laila Robins       |                      | Laila Robins           |                   |
| Victoria Neuman                       |                      | Claudia Doumit       | Claudia Doumit       | Claudia Doumit     |                      | Claudia Doumit         |                   |

## Odbiór

### Odbiór krytyków
| Tytuł                              | Sezon | Rotten Tomatoes    | Metacritic       |
| ---------------------------------- | ----- | ------------------ | ---------------- |
| The Boys                           | 1     | 85% (106 recenzji) | 74 (19 recenzji) |
| The Boys                           | 2     | 97% (105 recenzji) | 80 (15 recenzji) |
| The Boys                           | 3     | 98% (152 recenzje) | 77 (20 recenzji) |
| The Boys                           | 4     | 93% (130 recenzji) | 76 (21 recenzji) |
| Chłopaki przedstawiają: Czyste zło | 1     | 97% (36 recenzji)  | 70 (7 recenzji)  |
| Pokolenie V                        | 1     | 97% (59 recenzji)  | 73 (31 recenzji) |

### Nagrody
| Nagroda | Data | Kategoria                                                                                                   | Serial                             | Wynik      | Źródło        |
| ------- | ---- | --- | ---------------------------------- | ---------- | ------------- |
| Emmy    | 2020 | Najlepszy montaż dźwięku w serialu komediowym lub dramatycznym                                              | The Boys                           | Nominacja  | [ 62 ]        |
| Emmy    | 2021 | Najlepszy serial dramatyczny                                                                                | The Boys                           | Nominacja  | [ 63 ] [ 64 ] |
| Emmy    | 2021 | Najlepsza oryginalna muzyka i słowa                                                                         | The Boys                           | Nominacja  | [ 63 ] [ 64 ] |
| Emmy    | 2021 | Najlepsze efekty specjalne w sezonie lub filmie telewizyjnym                                                | The Boys                           | Nominacja  | [ 63 ] [ 64 ] |
| Emmy    | 2021 | Najlepszy dźwięk w serialu komediowym lub dramatycznym                                                      | The Boys                           | Nominacja  | [ 63 ] [ 64 ] |
| Emmy    | 2021 | Najlepszy scenariusz serialu dramatycznego                                                                  | The Boys                           | Nominacja  | [ 63 ] [ 64 ] |
| Emmy    | 2022 | Najlepszy krótkometrażowy program animowany                                                                 | Chłopaki przedstawiają: Czyste zło | Nominacja  | [ 65 ]        |
| Emmy    | 2022 | Najlepsze indywidualne osiągnięcie w animacji                                                               | Chłopaki przedstawiają: Czyste zło | Zwycięstwo | [ 65 ]        |
| Emmy    | 2023 | Najlepszy występ kaskaderski w serialu dramatycznym, serialu limitowanym, antologii lub filmie telewizyjnym | The Boys                           | Zwycięstwo | [ 66 ]        |
| Emmy    | 2023 | Najlepszy montaż dźwięku w serialu komediowym lub dramatycznym                                              | The Boys                           | Nominacja  | [ 66 ]        |
| Saturny | 2021 | Najlepsza kreacja młodego aktora lub aktorki w serialu telewizyjnym                                         | The Boys                           | Nominacja  | [ 67 ]        |
| Saturny | 2021 | Najlepszy serial opowiadający o superbohaterach                                                             | The Boys                           | Zwycięstwo | [ 67 ]        |
| Saturny | 2022 | Najlepszy serial animowany                                                                                  | Chłopaki przedstawiają: Czyste zło | Nominacja  | [ 68 ]        |
| Saturny | 2022 | Najlepsza aktorka występująca w serialu na platformie streamingowej                                         | The Boys                           | Nominacja  | [ 68 ]        |
| Saturny | 2022 | Najlepszy występ gościnny w serialu na platformie streamingowej                                             | The Boys                           | Nominacja  | [ 68 ]        |
| Saturny | 2022 | Najlepszy serial telewizyjny akcji/przygodowy na platformie streamingowej                                   | The Boys                           | Zwycięstwo | [ 68 ]        |
| Saturny | 2022 | Najlepszy aktor występujący w serialu na platformie streamingowej                                           | The Boys                           | Nominacja  | [ 68 ]        |